# The Constant Nymph
Pour les articles homonymes, voir Tessa, la nymphe au cœur fidèle.
Pour plus de détails, voir Fiche technique et Distribution.
The Constant Nymph est un film britannique muet réalisé par Adrian Brunel, sorti en 1928.
C'est une adaptation du roman du même titre de Margaret Kennedy et de la pièce de théâtre de Kennedy et Basil Dean. Le film a été nommé meilleur film britannique de l'année 1928.

## Synopsis
Le jeune compositeur Lewis Dodd se rend en Autriche pour rendre visite à son mentor Albert Sanger. Il rencontre les jeunes filles adolescentes de Sanger, Tessa, Antonia et Pauline, ainsi que sa troisième femme, Linda, qui ne semble pas être appréciée par les filles de Sanger. L'atmosphère est joviale et festive, jusqu'à ce que Sanger meure soudainement.
Lewis contacte l'oncle des filles à Cambridge, qui vient en Autriche accompagné de sa fille Florence. Après une cour éclair, Lewis demande Florence en mariage, qui accepte avec empressement sa proposition de mariage. Tessa est bouleversée par la nouvelle. Il est décidé que Tessa et Pauline seront envoyées dans un pensionnat en Angleterre. Pendant ce temps, Lewis et Florence tentent de s'installer à Londres, mais découvrent que dans le cadre familial, les choses sont très différentes et Lewis se sent piégé par la superficialité de la société londonienne et la prise de conscience de la nature ambitieuse et autoritaire de sa femme.

## Fiche technique
- Réalisation : Adrian Brunel
- Scénario : Dorothy Farnum, Alma Reville d'après le roman La Nymphe au cœur fidèle de Margaret Kennedy et la pièce de théâtre de Kennedy et Basil Dean.
- Production : 	Michael Balcon, Basil Dean
- Photographie : David W. Gobbett, James Wilson
- Production : Gainsborough Pictures
- Distributeur : Woolf & Freedman Film Service
- Durée : 110 minutes
- Date de sortie : septembre 1928

## Distribution
- Ivor Novello : Lewis Dodd
- Mabel Poulton : Tessa Sanger
- Frances Doble : Florence
- Mary Clare : Linda Sanger
- Dorothy Boyd : Pauline Sanger
- Benita Hume : Antonia Sanger
- Georg Henrich : Albert Sanger
- Tony de Lungo : Roberto
- Evan Thomas : Ike
- Yvonne Thomas : Kate Sanger
- Clifford Heatherley : Sir Berkeley
- Elsa Lanchester : Lady

## Statut du film
Le film avait été considéré comme perdu, mais une copie a été retrouvée à la suite d'une campagne de recherche en 1992